# Yazhou (köpinghuvudort i Kina, Jiangsu Sheng, lat 32,40, long 120,33)
Yazhou är en köpinghuvudort i Kina. Den ligger i provinsen Jiangsu, i den östra delen av landet, omkring 150 kilometer öster om provinshuvudstaden Nanjing. Antalet invånare är 49 760. Befolkningen består av 26 962 kvinnor och 22 798 män. Barn under 15 år utgör 10,0 %, vuxna 15-64 år 67 %, och äldre över 65 år 21,0 %.
Runt Yazhou är det tätbefolkat, med 819 invånare per kvadratkilometer. Närmaste större samhälle är Huangqiao, 19,5 km sydväst om Yazhou. Trakten runt Yazhou består till största delen av jordbruksmark.
Genomsnittlig årsnederbörd är 1 307 millimeter. Den regnigaste månaden är juli, med i genomsnitt 264 mm nederbörd, och den torraste är januari, med 34 mm nederbörd.